# Sophonia nigrifrons
Sophonia nigrifrons är en insektsart som beskrevs av Kuoh. Sophonia nigrifrons ingår i släktet Sophonia och familjen dvärgstritar. Inga underarter finns listade i Catalogue of Life.